# Liste der denkmalgeschützten Objekte in Trnava
Die Liste der denkmalgeschützten Objekte in Trnava enthält die 206 nach slowakischen Denkmalschutzvorschriften geschützten Objekte in der Stadt Trnava im Okres Trnava.

## Denkmäler
| Foto |                 | Denkmal / č. ÚZPF                                                            | Standort / Konskr. Nr.                                         | Offizielle Beschreibung                               | Beschreibung                                                                                   | Metadaten                                                                    |
| ---- | --------------- | ---------------------------------------------------------------------------- | -------------------------------------------------------------- | ----------------------------------------------------- | ---------------------------------------------------------------------------------------------- | ---------------------------------------------------------------------------- |
| ja   | Datei hochladen | Kirche(sk) ObjektID: 207-953/0                                               | Pútnická ul. Standort KG: Modranka Konskr.Nr.:                 | r.k.sv.Trojice;                                       | römisch-katholische Kirche heilige Dreifaltigkeit                                              | č. NKP: 207-953/0 Stand des NKP: 2012-02-08 Name: KOSTOL                     |
|      | Datei hochladen | Grab mit Grabstein(sk) ObjektID: 207-1055/0                                  | KG: Trnava Konskr.Nr.:                                         | Dohnány M.;1824-1852,publicista                       | des Mikuláš Dohnány, Dichter, Redakteur, Historiker                                            | č. NKP: 207-1055/0 Stand des NKP: 2012-02-08 Name: HROB S NÁHROBNÍKOM        |
| ja   | Datei hochladen | Stadtbefestigung(sk) ObjektID: 207-1057/1                                    | Standort KG: Trnava Konskr.Nr.:                                | tehla;múry,bašty,brány,veže,priekopa                  | Mauern, Bastionen, Tore, Türme, Wassergraben                                                   | č. NKP: 207-1057/1 Stand des NKP: 2012-02-08 Name: OPEVNENIE MESTSKÉ         |
|      | Datei hochladen | Säule(sk) ObjektID: 207-1140/1                                               | KG: Trnava Konskr.Nr.:                                         | hranolový;                                            | prismatisch                                                                                    | č. NKP: 207-1140/1 Stand des NKP: 2012-02-08 Name: PILIER                    |
|      | Datei hochladen | Statue(sk) ObjektID: 207-1140/2                                              | KG: Trnava Konskr.Nr.:                                         | Panna Mária s dieťaťom;Madona                         | Madonna mit Kind                                                                               | č. NKP: 207-1140/2 Stand des NKP: 2012-02-08 Name: SOCHA                     |
| ja   | Datei hochladen | Kapelle(sk) ObjektID: 207-10734/0                                            | Standort KG: Trnava Konskr.Nr.:                                | Cholerová kaplnka                                     | Cholerakapelle                                                                                 | č. NKP: 207-10734/0 Stand des NKP: 2012-02-08 Name: KAPLNKA                  |
| ja   | Datei hochladen | Sockel(sk) ObjektID: 207-1050/1                                              | Bernolákov sad Standort KG: Trnava Konskr.Nr.:                 | betón,kameň;viacstupňový podstavec                    | Beton, Stein, mehrstufig                                                                       | č. NKP: 207-1050/1 Stand des NKP: 2012-02-08 Name: PODSTAVEC                 |
| ja   | Datei hochladen | Plastik(sk) ObjektID: 207-1050/2                                             | Bernolákov sad Standort KG: Trnava Konskr.Nr.:                 | Bernolák Anton;1762-1813,národovec                    | des Anton Bernolák, Nationalist, Priester und Philologe                                        | č. NKP: 207-1050/2 Stand des NKP: 2012-02-08 Name: PLASTIKA                  |
| ja   | Datei hochladen | Relief(sk) ObjektID: 207-1050/3                                              | Bernolákov sad Standort KG: Trnava Konskr.Nr.:                 | ľud slovenský;figurálny reliéf                        | das slowakische Volk; figürliches Relief                                                       | č. NKP: 207-1050/3 Stand des NKP: 2012-02-08 Name: RELIÉF                    |
| BW   | Datei hochladen | Säule(sk) ObjektID: 207-1056/1                                               | Bernolákov sad Standort KG: Trnava Konskr.Nr.:                 | hranolový;1914-1918                                   | prismatisch, für (WK I) 1914–18                                                                | č. NKP: 207-1056/1 Stand des NKP: 2012-02-08 Name: PILIER                    |
| BW   | Datei hochladen | Plastik(sk) ObjektID: 207-1056/2                                             | Bernolákov sad Standort KG: Trnava Konskr.Nr.:                 | vojak;socha vojaka                                    | Soldat                                                                                         | č. NKP: 207-1056/2 Stand des NKP: 2012-02-08 Name: PLASTIKA                  |
| BW   | Datei hochladen | Schloss(sk) ObjektID: 207-11433/1                                            | Cukrová ul.1 Standort KG: Trnava Konskr.Nr.: 1674              | prejazdový,solitér;Káčerov majer                      | Bauernhof Káčerov                                                                              | č. NKP: 207-11433/1 Stand des NKP: 2012-02-08 Name: KAŠTIEĽ                  |
| BW   | Datei hochladen | Gesindehaus(sk) ObjektID: 207-11433/2                                        | Cukrová ul.1 Standort KG: Trnava Konskr.Nr.: 7269              | čeľadník                                              | Friseur                                                                                        | č. NKP: 207-11433/2 Stand des NKP: 2012-02-08 Name: DOM SLUŽOBNÍCTVA         |
| BW   | Datei hochladen | Wirtschaftsgebäude(sk) ObjektID: 207-11433/3                                 | Cukrová ul.1 Standort KG: Trnava Konskr.Nr.: 1730              | sklad                                                 | Lager                                                                                          | č. NKP: 207-11433/3 Stand des NKP: 2012-02-08 Name: STAVBA HOSPODÁRSKA       |
|      | Datei hochladen | ?(sk) ObjektID: 207-11433/4                                                  | Cukrová ul.1 KG: Trnava Konskr.Nr.:                            |                                                       |                                                                                                | č. NKP: 207-11433/4 Stand des NKP: 2012-02-08 Name: DVOR HOSPODÁRSKY         |
| BW   | Datei hochladen | Bürgerhaus(sk) ObjektID: 207-1061/0                                          | Divadelná ul.3 Standort KG: Trnava Konskr.Nr.: 41              | radový;                                               | Reihenhaus                                                                                     | č. NKP: 207-1061/0 Stand des NKP: 2012-02-08 Name: DOM MEŠTIANSKY            |
| BW   | Datei hochladen | Bürgerhaus(sk) ObjektID: 207-1060/0                                          | Divadelná ul.5 Standort KG: Trnava Konskr.Nr.: 43              | radový;                                               | Reihenhaus                                                                                     | č. NKP: 207-1060/0 Stand des NKP: 2012-02-08 Name: DOM MEŠTIANSKY            |
| ja   | Datei hochladen | Bürgerhaus(sk) ObjektID: 207-1059/0                                          | Divadelná ul.7 Standort KG: Trnava Konskr.Nr.: 45              | nárožný;                                              | Eckhaus                                                                                        | č. NKP: 207-1059/0 Stand des NKP: 2012-02-08 Name: DOM MEŠTIANSKY            |
|      | Datei hochladen | Glockengießerei(sk) ObjektID: 207-10566/0                                    | Dohnányho ul. KG: Trnava Konskr.Nr.: 289                       | Bratia Fischer                                        | Gebrüder Fischer                                                                               | č. NKP: 207-10566/0 Stand des NKP: 2012-02-08 Name: ZVONOLEJÁREŇ             |
| BW   | Datei hochladen | Franziskanerkloster(sk) ObjektID: 207-1130/1                                 | Františkánska ul.2 Standort KG: Trnava Konskr.Nr.: 57          | františkánsky                                         |                                                                                                | č. NKP: 207-1130/1 Stand des NKP: 2012-02-08 Name: KLÁŠTOR FRANTIŠKÁNOV      |
| ja   | Datei hochladen | Kirche(sk) ObjektID: 207-1130/2                                              | Františkánska ul.1 Standort KG: Trnava Konskr.Nr.: 56          | r.k.sv.Jakuba staršieho;františkánsky                 | römisch-katholische Kirche St. Jakobus der Ältere                                              | č. NKP: 207-1130/2 Stand des NKP: 2012-02-08 Name: KOSTOL                    |
| BW   | Datei hochladen | Pferdestall(sk) ObjektID: 207-1126/3                                         | Františkánska ul.33 Standort KG: Trnava Konskr.Nr.: 88         | prejazdový,radový;stajne,sklad                        | Reihenhaus, Passage, Ställe, Lager                                                             | č. NKP: 207-1126/3 Stand des NKP: 2012-02-08 Name: KONIAREŇ                  |
| ja   | Datei hochladen | Bürgerhaus(sk) ObjektID: 207-11425/0                                         | Františkánska ul.35 Standort KG: Trnava Konskr.Nr.: 90         | prejazdový,nárožný;                                   | Eckhaus, Passage                                                                               | č. NKP: 207-11425/0 Stand des NKP: 2012-02-08 Name: DOM MEŠTIANSKY           |
| ja   | Datei hochladen | Seminar(sk) ObjektID: 207-1043/13                                            | Halenárska ul.1 Standort KG: Trnava Konskr.Nr.:                | r.k.sv.Štefana;Seminár sv.Štefana                     | römisch-katholisches Seminar St. Stephan                                                       | č. NKP: 207-1043/13 Stand des NKP: 2012-02-08 Name: SEMINÁR                  |
| BW   | Datei hochladen | Innenhof(sk) ObjektID: 207-1043/14                                           | Halenárska ul.1 Standort KG: Trnava Konskr.Nr.:                | seminára sv.Štefana;Seminár sv.Štefana                | Seminar St. Stephan                                                                            | č. NKP: 207-1043/14 Stand des NKP: 2012-02-08 Name: NÁDVORIE                 |
| ja   | Datei hochladen | Synagoge Status Quo Ante(sk) ObjektID: 207-2276/0                            | Halenárska ul.2 Standort KG: Trnava Konskr.Nr.: 407            |                                                       |                                                                                                | č. NKP: 207-2276/0 Stand des NKP: 2012-02-08 Name: SYNAGÓGA                  |
| BW   | Datei hochladen | Bürgerhaus(sk) ObjektID: 207-10180/0                                         | Halenárska ul.5 Standort KG: Trnava Konskr.Nr.:                | prejazdový,radový;                                    | Reihenhaus, Passage                                                                            | č. NKP: 207-10180/0 Stand des NKP: 2012-02-08 Name: DOM MEŠTIANSKY           |
| BW   | Datei hochladen | Bürgerhaus(sk) ObjektID: 207-1089/0                                          | Halenárska ul.6 Standort KG: Trnava Konskr.Nr.: 411            | radový;                                               | Reihenhaus                                                                                     | č. NKP: 207-1089/0 Stand des NKP: 2012-02-08 Name: DOM MEŠTIANSKY            |
| ja   | Datei hochladen | Bürgerhaus(sk) ObjektID: 207-1088/0                                          | Halenárska ul.7 Standort KG: Trnava Konskr.Nr.: 412            | prejazdový,radový;                                    | Reihenhaus, Passage                                                                            | č. NKP: 207-1088/0 Stand des NKP: 2012-02-08 Name: DOM MEŠTIANSKY            |
| BW   | Datei hochladen | Bürgerhaus(sk) ObjektID: 207-11356/0                                         | Halenárska ul.10 Standort KG: Trnava Konskr.Nr.: 415           | prejazdový,radový;Remeselnícky dom                    | Reihenhaus, Passage, Handwerkerhaus                                                            | č. NKP: 207-11356/0 Stand des NKP: 2012-02-08 Name: DOM MEŠTIANSKY           |
| BW   | Datei hochladen | Handwerkerhaus(sk) ObjektID: 207-11269/0                                     | Halenárska ul.13 Standort KG: Trnava Konskr.Nr.: 418           | radový;                                               | Reihenhaus                                                                                     | č. NKP: 207-11269/0 Stand des NKP: 2012-02-08 Name: DOM REMESELNÍCKY         |
| BW   | Datei hochladen | Bürgerhaus(sk) ObjektID: 207-1087/0                                          | Halenárska ul.19 Standort KG: Trnava Konskr.Nr.: 424           |                                                       |                                                                                                | č. NKP: 207-1087/0 Stand des NKP: 2012-02-08 Name: DOM MEŠTIANSKY            |
| ja   | Datei hochladen | Schule(sk) ObjektID: 207-1134/3                                              | Halenárska ul.45 Standort KG: Trnava Konskr.Nr.: 442           | chodbová,radová;                                      | Reihenhaus                                                                                     | č. NKP: 207-1134/3 Stand des NKP: 2012-02-08 Name: ŠKOLA                     |
| ja   | Datei hochladen | Orthodoxe Synagoge(sk) ObjektID: 207-11391/0                                 | Haulíkova ul.2 Standort KG: Trnava Konskr.Nr.: 405             | ortodoxná;                                            | orthodoxe                                                                                      | č. NKP: 207-11391/0 Stand des NKP: 2012-02-08 Name: SYNAGÓGA                 |
| ja   | Datei hochladen | Gedenkrathaus(sk) ObjektID: 207-1046/1                                       | Hlavná ul.1 Standort KG: Trnava Konskr.Nr.: 1                  | výr.založenia mesta;                                  | für die Stadtgründung                                                                          | č. NKP: 207-1046/1 Stand des NKP: 2012-02-08 Name: RADNICA PAMÄTNÁ           |
| ja   | Datei hochladen | Gedenktafel(sk) ObjektID: 207-1046/2                                         | Hlavná ul.1 Standort KG: Trnava Konskr.Nr.: 1                  | 700.výr.založenia mesta ;1238-1938                    | für 700 Jahre Stadtrechte 1938                                                                 | č. NKP: 207-1046/2 Stand des NKP: 2012-02-08 Name: TABUĽA PAMÄTNÁ            |
| ja   | Datei hochladen | Bürgerhaus(sk) ObjektID: 207-1064/0                                          | Hlavná ul.2 Standort KG: Trnava Konskr.Nr.: 34                 | radový;                                               | Reihenhaus                                                                                     | č. NKP: 207-1064/0 Stand des NKP: 2012-02-08 Name: DOM MEŠTIANSKY            |
| ja   | Datei hochladen | Bürgerhaus(sk) ObjektID: 207-2355/0                                          | Hlavná ul.3 Standort KG: Trnava Konskr.Nr.: 2                  | radový;                                               | Reihenhaus                                                                                     | č. NKP: 207-2355/0 Stand des NKP: 2012-02-08 Name: DOM MEŠTIANSKY            |
| ja   | Datei hochladen | Bürgerhaus(sk) ObjektID: 207-1074/0                                          | Hlavná ul.5 Standort KG: Trnava Konskr.Nr.: 3                  | radový;                                               | Reihenhaus                                                                                     | č. NKP: 207-1074/0 Stand des NKP: 2012-02-08 Name: DOM MEŠTIANSKY            |
| BW   | Datei hochladen | Bürgerhaus(sk) ObjektID: 207-1073/0                                          | Hlavná ul.7 Standort KG: Trnava Konskr.Nr.: 4                  | radový;                                               | Reihenhaus                                                                                     | č. NKP: 207-1073/0 Stand des NKP: 2012-02-08 Name: DOM MEŠTIANSKY            |
| ja   | Datei hochladen | Bürgerhaus(sk) ObjektID: 207-1072/0                                          | Hlavná ul.9 Standort KG: Trnava Konskr.Nr.: 5                  | radový;                                               | Reihenhaus                                                                                     | č. NKP: 207-1072/0 Stand des NKP: 2012-02-08 Name: DOM MEŠTIANSKY            |
| ja   | Datei hochladen | Bürgerhaus(sk) ObjektID: 207-1071/0                                          | Hlavná ul.11 Standort KG: Trnava Konskr.Nr.: 6                 | radový;                                               | Reihenhaus                                                                                     | č. NKP: 207-1071/0 Stand des NKP: 2012-02-08 Name: DOM MEŠTIANSKY            |
| ja   | Datei hochladen | Bürgerhaus(sk) ObjektID: 207-10169/0                                         | Hlavná ul.13 Standort KG: Trnava Konskr.Nr.: 7                 | radový;                                               | Reihenhaus                                                                                     | č. NKP: 207-10169/0 Stand des NKP: 2012-02-08 Name: DOM MEŠTIANSKY           |
| ja   | Datei hochladen | Bürgerhaus(sk) ObjektID: 207-1070/0                                          | Hlavná ul.15 Standort KG: Trnava Konskr.Nr.: 8                 | radový;                                               | Reihenhaus                                                                                     | č. NKP: 207-1070/0 Stand des NKP: 2012-02-08 Name: DOM MEŠTIANSKY            |
| ja   | Datei hochladen | Bürgerhaus(sk) ObjektID: 207-10177/0                                         | Hlavná ul.16 Standort KG: Trnava Konskr.Nr.: 36                | nárožný;                                              | Eckhaus                                                                                        | č. NKP: 207-10177/0 Stand des NKP: 2012-02-08 Name: DOM MEŠTIANSKY           |
| ja   | Datei hochladen | Bürgerhaus(sk) ObjektID: 207-1069/0                                          | Hlavná ul.17 Standort KG: Trnava Konskr.Nr.: 9                 | radový;                                               | Reihenhaus                                                                                     | č. NKP: 207-1069/0 Stand des NKP: 2012-02-08 Name: DOM MEŠTIANSKY            |
| ja   | Datei hochladen | Bürgerhaus(sk) ObjektID: 207-10176/0                                         | Hlavná ul.18 Standort KG: Trnava Konskr.Nr.: 32                | radový;                                               | Reihenhaus                                                                                     | č. NKP: 207-10176/0 Stand des NKP: 2012-02-08 Name: DOM MEŠTIANSKY           |
| ja   | Datei hochladen | Bürgerhaus(sk) ObjektID: 207-10175/0                                         | Hlavná ul.20 Standort KG: Trnava Konskr.Nr.: 31                | radový;                                               | Reihenhaus                                                                                     | č. NKP: 207-10175/0 Stand des NKP: 2012-02-08 Name: DOM MEŠTIANSKY           |
| ja   | Datei hochladen | Bürgerhaus(sk) ObjektID: 207-10174/0                                         | Hlavná ul.22 Standort KG: Trnava Konskr.Nr.:                   | radový;                                               | Reihenhaus                                                                                     | č. NKP: 207-10174/0 Stand des NKP: 2012-02-08 Name: DOM MEŠTIANSKY           |
| ja   | Datei hochladen | Bürgerhaus(sk) ObjektID: 207-10170/0                                         | Hlavná ul.23 Standort KG: Trnava Konskr.Nr.: 11                | radový;                                               | Reihenhaus                                                                                     | č. NKP: 207-10170/0 Stand des NKP: 2012-02-08 Name: DOM MEŠTIANSKY           |
| BW   | Datei hochladen | Bürgerhaus(sk) ObjektID: 207-10171/0                                         | Hlavná ul.25 Standort KG: Trnava Konskr.Nr.: 12                | radový;                                               | Reihenhaus                                                                                     | č. NKP: 207-10171/0 Stand des NKP: 2012-02-08 Name: DOM MEŠTIANSKY           |
| ja   | Datei hochladen | Bürgerhaus(sk) ObjektID: 207-1068/0                                          | Hlavná ul.29 Standort KG: Trnava Konskr.Nr.: 14                | radový;                                               | Reihenhaus                                                                                     | č. NKP: 207-1068/0 Stand des NKP: 2012-02-08 Name: DOM MEŠTIANSKY            |
| ja   | Datei hochladen | Bürgerhaus(sk) ObjektID: 207-10173/0                                         | Hlavná ul.32 Standort KG: Trnava Konskr.Nr.: 27                | radový;                                               | Reihenhaus                                                                                     | č. NKP: 207-10173/0 Stand des NKP: 2012-02-08 Name: DOM MEŠTIANSKY           |
| ja   | Datei hochladen | Spital(sk) ObjektID: 207-1067/1                                              | Hlavná ul.43 Standort KG: Trnava Konskr.Nr.: 17                | Špitálek                                              |                                                                                                | č. NKP: 207-1067/1 Stand des NKP: 2012-02-08 Name: ŠPITÁL                    |
| ja   | Datei hochladen | Kirche(sk) ObjektID: 207-1067/2                                              | Hlavná ul.47 Standort KG: Trnava Konskr.Nr.: 18                | r.k.sv.Heleny;                                        | römisch-katholische Kirche St. Helena                                                          | č. NKP: 207-1067/2 Stand des NKP: 2012-02-08 Name: KOSTOL                    |
| ja   | Datei hochladen | Bürgerhaus(sk) ObjektID: 207-10172/0                                         | Hlavná ul.44 Standort KG: Trnava Konskr.Nr.: 21                | radový;                                               | Reihenhaus                                                                                     | č. NKP: 207-10172/0 Stand des NKP: 2012-02-08 Name: DOM MEŠTIANSKY           |
| BW   | Datei hochladen | Verwaltungsgebäude(sk) ObjektID: 207-10207/0                                 | Hlavná ul.46 Standort KG: Trnava Konskr.Nr.: 612               | nárožná;                                              | Eckhaus                                                                                        | č. NKP: 207-10207/0 Stand des NKP: 2012-02-08 Name: BUDOVA ADMINISTRATÍVNA   |
| BW   | Datei hochladen | Bürgerhaus(sk) ObjektID: 207-1085/0                                          | Hollého ul.1 Standort KG: Trnava Konskr.Nr.: 375               | prejazdový,nárožný;                                   | Eckhaus, Passage                                                                               | č. NKP: 207-1085/0 Stand des NKP: 2012-02-08 Name: DOM MEŠTIANSKY            |
| ja   | Datei hochladen | Seminar(sk) ObjektID: 207-1043/5                                             | Hollého ul.8 Standort KG: Trnava Konskr.Nr.: 382               | r.k.,sv.Vojtecha;Adalbertínum                         | römisch-katholisches Seminar, St. Adalbert, Adalbertinum                                       | č. NKP: 207-1043/5 Stand des NKP: 2012-02-08 Name: SEMINÁR                   |
| BW   | Datei hochladen | Innenhof(sk) ObjektID: 207-1043/6                                            | Hollého ul.8 Standort KG: Trnava Konskr.Nr.:                   | Adalbertína;                                          | Adalbertinum                                                                                   | č. NKP: 207-1043/6 Stand des NKP: 2012-02-08 Name: NÁDVORIE                  |
| ja   | Datei hochladen | Gedenktafel(sk) ObjektID: 207-1043/18                                        | Hollého ul.8 Standort KG: Trnava Konskr.Nr.:                   | Jilemnický Peter;1901-1949,spisovateľ                 | Gedenktafel für den Schriftsteller Peter Jilemnický                                            | č. NKP: 207-1043/18 Stand des NKP: 2012-02-08 Name: TABUĽA PAMÄTNÁ           |
| ja   | Datei hochladen | Seminar Rubrorum(sk) ObjektID: 207-1043/7                                    | Hollého ul.9 Standort KG: Trnava Konskr.Nr.: 383               | r.k.,Červení klerici;Generálny seminár                | römisch-katholisches Seminar Rote Kleriker; Allgemeines Seminar                                | č. NKP: 207-1043/7 Stand des NKP: 2012-02-08 Name: SEMINÁR                   |
| BW   | Datei hochladen | Innenhof(sk) ObjektID: 207-1043/8                                            | Hollého ul.9 Standort KG: Trnava Konskr.Nr.: 383               | Rubória;Generálny seminár                             | Allgemeines Seminar                                                                            | č. NKP: 207-1043/8 Stand des NKP: 2012-02-08 Name: NÁDVORIE                  |
| ja   | Datei hochladen | Seminar(sk) ObjektID: 207-1043/9                                             | Hollého ul.10 Standort KG: Trnava Konskr.Nr.: 384              | r.k.,Mariáneum;Marianum                               | römisch-katholisches Seminar Mariáneum                                                         | č. NKP: 207-1043/9 Stand des NKP: 2012-02-08 Name: SEMINÁR                   |
| BW   | Datei hochladen | Innenhof(sk) ObjektID: 207-1043/10                                           | Hollého ul.10 Standort KG: Trnava Konskr.Nr.: 384              | Marianeum                                             | Mariáneum                                                                                      | č. NKP: 207-1043/10 Stand des NKP: 2012-02-08 Name: NÁDVORIE                 |
| ja   | Datei hochladen | Seminar(sk) ObjektID: 207-1043/11                                            | Hollého ul.10 Standort KG: Trnava Konskr.Nr.: 384              | r.k.,šľachticov;Šľachtický konvikt                    | römisch-katholisches Seminar, Adelsconvict                                                     | č. NKP: 207-1043/11 Stand des NKP: 2012-02-08 Name: SEMINÁR                  |
| BW   | Datei hochladen | Innenhof(sk) ObjektID: 207-1043/12                                           | Hollého ul.10 Standort KG: Trnava Konskr.Nr.: 384              | šľachtického konviktu;Šľachtický konvikt              | Adelsconvict                                                                                   | č. NKP: 207-1043/12 Stand des NKP: 2012-02-08 Name: NÁDVORIE                 |
| ja   | Datei hochladen | Gedenktafel(sk) ObjektID: 207-1043/19                                        | Hollého ul.10 Standort KG: Trnava Konskr.Nr.: 384              | Moyzes Štefan;1797-1869,biskup                        | Gedenktafel für den Bischof Štefan Moyzes                                                      | č. NKP: 207-1043/19 Stand des NKP: 2012-02-08 Name: TABUĽA PAMÄTNÁ           |
| ja   | Datei hochladen | Schmiedewerkstatt(sk) ObjektID: 207-2349/0                                   | Horné bašty 37 Standort KG: Trnava Konskr.Nr.: 5222            |                                                       |                                                                                                | č. NKP: 207-2349/0 Stand des NKP: 2012-02-08 Name: DIELŇA KOVÁČSKA           |
| ja   | Datei hochladen | Bürgerhaus(sk) ObjektID: 207-10181/0                                         | Hornopotočná ul.2 Standort KG: Trnava Konskr.Nr.: 190          | radový;                                               | Reihenhaus                                                                                     | č. NKP: 207-10181/0 Stand des NKP: 2012-02-08 Name: DOM MEŠTIANSKY           |
| ja   | Datei hochladen | Bürgerhaus(sk) ObjektID: 207-10182/0                                         | Hviezdoslavova ul.5 Standort KG: Trnava Konskr.Nr.: 226        | radový;                                               | Reihenhaus                                                                                     | č. NKP: 207-10182/0 Stand des NKP: 2012-02-08 Name: DOM MEŠTIANSKY           |
| ja   | Datei hochladen | Bürgerhaus(sk) ObjektID: 207-1095/0                                          | Hviezdoslavova ul.6 Standort KG: Trnava Konskr.Nr.: 227        | prejazdový,radový;                                    | Reihenhaus, Passage                                                                            | č. NKP: 207-1095/0 Stand des NKP: 2012-02-08 Name: DOM MEŠTIANSKY            |
| ja   | Datei hochladen | Bürgerhaus(sk) ObjektID: 207-2470/0                                          | Hviezdoslavova ul.7 Standort KG: Trnava Konskr.Nr.: 228        | radový;                                               | Reihenhaus                                                                                     | č. NKP: 207-2470/0 Stand des NKP: 2012-02-08 Name: DOM MEŠTIANSKY            |
| ja   | Datei hochladen | Ursulinenkloster(sk) ObjektID: 207-1134/1                                    | Hviezdoslavova ul.8 Standort KG: Trnava Konskr.Nr.: 229        | uršulínsky                                            |                                                                                                | č. NKP: 207-1134/1 Stand des NKP: 2012-02-08 Name: KLÁŠTOR URŠULÍNIEK        |
| ja   | Datei hochladen | Kirche(sk) ObjektID: 207-1134/2                                              | Hviezdoslavova ul.9 Standort KG: Trnava Konskr.Nr.:            | r.k.sv.Anny;uršulínsky                                | römisch-katholische Kirche St. Anna                                                            | č. NKP: 207-1134/2 Stand des NKP: 2012-02-08 Name: KOSTOL                    |
| BW   | Datei hochladen | Gedenktafel mit Relief(sk) ObjektID: 207-1049/0                              | Hviezdoslavova ul.10 Standort KG: Trnava Konskr.Nr.: 230       | Komenský J.A.;1592-1670,pedagóg                       | für Johann Amos Comenius, Lehrer                                                               | č. NKP: 207-1049/0 Stand des NKP: 2012-02-08 Name: TABUĽA PAMÄTNÁ S RELIÉFOM |
| BW   | Datei hochladen | Bürgerhaus(sk) ObjektID: 207-10183/0                                         | Hviezdoslavova ul.11 Standort KG: Trnava Konskr.Nr.: 232       | radový;                                               | Reihenhaus                                                                                     | č. NKP: 207-10183/0 Stand des NKP: 2012-02-08 Name: DOM MEŠTIANSKY           |
| BW   | Datei hochladen | Bürgerhaus(sk) ObjektID: 207-1094/0                                          | Hviezdoslavova ul.12 Standort KG: Trnava Konskr.Nr.: 233       | radový;                                               | Reihenhaus                                                                                     | č. NKP: 207-1094/0 Stand des NKP: 2012-02-08 Name: DOM MEŠTIANSKY            |
| ja   | Datei hochladen | Bürgerhaus(sk) ObjektID: 207-1093/0                                          | Hviezdoslavova ul.13 Standort KG: Trnava Konskr.Nr.: 234       | prejazdový,radový;                                    | Reihenhaus, Passage                                                                            | č. NKP: 207-1093/0 Stand des NKP: 2012-02-08 Name: DOM MEŠTIANSKY            |
| BW   | Datei hochladen | Bürgerhaus(sk) ObjektID: 207-1092/0                                          | Hviezdoslavova ul.14 Standort KG: Trnava Konskr.Nr.: 235       | nárožný;                                              | Eckhaus                                                                                        | č. NKP: 207-1092/0 Stand des NKP: 2012-02-08 Name: DOM MEŠTIANSKY            |
| ja   | Datei hochladen | Bürgerhaus(sk) ObjektID: 207-1096/0                                          | Jeruzalemská ul.1 Standort KG: Trnava Konskr.Nr.: 292          |                                                       |                                                                                                | č. NKP: 207-1096/0 Stand des NKP: 2012-02-08 Name: DOM MEŠTIANSKY            |
| BW   | Datei hochladen | Bürgerhaus(sk) ObjektID: 207-11427/0                                         | Jeruzalemská ul.41 Standort KG: Trnava Konskr.Nr.: 332         | prejazdový,radový;                                    | Reihenhaus, Passage                                                                            | č. NKP: 207-11427/0 Stand des NKP: 2012-02-08 Name: DOM MEŠTIANSKY           |
| ja   | Datei hochladen | Pavillon(sk) ObjektID: 207-1124/0                                            | Kalinčiakova ul.25 KG: Trnava Konskr.Nr.: 3369                 | tehla;Spiegelsaal                                     |                                                                                                | č. NKP: 207-1124/0 Stand des NKP: 2012-02-08 Name: PAVILÓN                   |
|      | Datei hochladen | Säule auf Sockel(sk) ObjektID: 207-1138/1                                    | Kapitulská ul. KG: Trnava Konskr.Nr.:                          | valcový;                                              | zylindrisch                                                                                    | č. NKP: 207-1138/1 Stand des NKP: 2012-02-08 Name: STĹP S PODSTAVCOM         |
|      | Datei hochladen | Statue(sk) ObjektID: 207-1138/2                                              | Kapitulská ul. KG: Trnava Konskr.Nr.:                          | Panna Mária s dieťaťom;Madona                         | Madonna mit Kind                                                                               | č. NKP: 207-1138/2 Stand des NKP: 2012-02-08 Name: SOCHA                     |
|      | Datei hochladen | Kopie einer Umzäunung(sk) ObjektID: 207-1138/3                               | Kapitulská ul. KG: Trnava Konskr.Nr.:                          | stĺpikové;                                            |                                                                                                | č. NKP: 207-1138/3 Stand des NKP: 2012-02-08 Name: OHRADENIE-KÓPIA           |
| BW   | Datei hochladen | Bürgerhaus(sk) ObjektID: 207-1119/0                                          | Kapitulská ul.1 Standort KG: Trnava Konskr.Nr.: 443            | radový;                                               | Reihenhaus                                                                                     | č. NKP: 207-1119/0 Stand des NKP: 2012-02-08 Name: DOM MEŠTIANSKY            |
| BW   | Datei hochladen | Bürgerhaus(sk) ObjektID: 207-1118/0                                          | Kapitulská ul.2 Standort KG: Trnava Konskr.Nr.: 444            | radový;                                               | Reihenhaus                                                                                     | č. NKP: 207-1118/0 Stand des NKP: 2012-02-08 Name: DOM MEŠTIANSKY            |
| BW   | Datei hochladen | Bürgerhaus(sk) ObjektID: 207-1117/0                                          | Kapitulská ul.3 Standort KG: Trnava Konskr.Nr.: 445            | radový;                                               | Reihenhaus                                                                                     | č. NKP: 207-1117/0 Stand des NKP: 2012-02-08 Name: DOM MEŠTIANSKY            |
| BW   | Datei hochladen | Bürgerhaus(sk) ObjektID: 207-1116/0                                          | Kapitulská ul.4 Standort KG: Trnava Konskr.Nr.: 446            | radový;                                               | Reihenhaus                                                                                     | č. NKP: 207-1116/0 Stand des NKP: 2012-02-08 Name: DOM MEŠTIANSKY            |
| BW   | Datei hochladen | Bürgerhaus(sk) ObjektID: 207-1115/0                                          | Kapitulská ul.6 Standort KG: Trnava Konskr.Nr.: 448            | radový;                                               | Reihenhaus                                                                                     | č. NKP: 207-1115/0 Stand des NKP: 2012-02-08 Name: DOM MEŠTIANSKY            |
| BW   | Datei hochladen | Bürgerhaus(sk) ObjektID: 207-10197/0                                         | Kapitulská ul.7 Standort KG: Trnava Konskr.Nr.: 449            | radový;                                               | Reihenhaus                                                                                     | č. NKP: 207-10197/0 Stand des NKP: 2012-02-08 Name: DOM MEŠTIANSKY           |
| BW   | Datei hochladen | Bürgerhaus(sk) ObjektID: 207-10198/0                                         | Kapitulská ul.10 Standort KG: Trnava Konskr.Nr.: 452           | radový;                                               | Reihenhaus                                                                                     | č. NKP: 207-10198/0 Stand des NKP: 2012-02-08 Name: DOM MEŠTIANSKY           |
| BW   | Datei hochladen | Bürgerhaus(sk) ObjektID: 207-1114/0                                          | Kapitulská ul.11 Standort KG: Trnava Konskr.Nr.: 453           |                                                       |                                                                                                | č. NKP: 207-1114/0 Stand des NKP: 2012-02-08 Name: DOM MEŠTIANSKY            |
| BW   | Datei hochladen | Bürgerhaus(sk) ObjektID: 207-10200/0                                         | Kapitulská ul.13 Standort KG: Trnava Konskr.Nr.: 455           | radový;                                               | Reihenhaus                                                                                     | č. NKP: 207-10200/0 Stand des NKP: 2012-02-08 Name: DOM MEŠTIANSKY           |
| BW   | Datei hochladen | Bürgerhaus(sk) ObjektID: 207-1113/0                                          | Kapitulská ul.16 Standort KG: Trnava Konskr.Nr.: 458           | radový;                                               | Reihenhaus                                                                                     | č. NKP: 207-1113/0 Stand des NKP: 2012-02-08 Name: DOM MEŠTIANSKY            |
| BW   | Datei hochladen | Bürgerhaus(sk) ObjektID: 207-10957/0                                         | Kapitulská ul.17 Standort KG: Trnava Konskr.Nr.: 459           | prejazdový,radový;                                    | Reihenhaus, Passage                                                                            | č. NKP: 207-10957/0 Stand des NKP: 2012-02-08 Name: DOM MEŠTIANSKY           |
| BW   | Datei hochladen | Bürgerhaus(sk) ObjektID: 207-1112/0                                          | Kapitulská ul.19 Standort KG: Trnava Konskr.Nr.: 461           | radový;                                               | Reihenhaus                                                                                     | č. NKP: 207-1112/0 Stand des NKP: 2012-02-08 Name: DOM MEŠTIANSKY            |
| BW   | Datei hochladen | Bürgerhaus(sk) ObjektID: 207-10201/0                                         | Kapitulská ul.21 Standort KG: Trnava Konskr.Nr.: 463           | radový;                                               | Reihenhaus                                                                                     | č. NKP: 207-10201/0 Stand des NKP: 2012-02-08 Name: DOM MEŠTIANSKY           |
| BW   | Datei hochladen | Bürgerhaus(sk) ObjektID: 207-1111/0                                          | Kapitulská ul.22 Standort KG: Trnava Konskr.Nr.: 464           | radový;                                               | Reihenhaus                                                                                     | č. NKP: 207-1111/0 Stand des NKP: 2012-02-08 Name: DOM MEŠTIANSKY            |
| BW   | Datei hochladen | Bürgerhaus(sk) ObjektID: 207-10202/0                                         | Kapitulská ul.24 Standort KG: Trnava Konskr.Nr.: 466           | radový;                                               | Reihenhaus                                                                                     | č. NKP: 207-10202/0 Stand des NKP: 2012-02-08 Name: DOM MEŠTIANSKY           |
| ja   | Datei hochladen | Bürgerhaus(sk) ObjektID: 207-10203/0                                         | Kapitulská ul.26 Standort KG: Trnava Konskr.Nr.: 468           | radový;                                               | Reihenhaus                                                                                     | č. NKP: 207-10203/0 Stand des NKP: 2012-02-08 Name: DOM MEŠTIANSKY           |
| BW   | Datei hochladen | Bürgerhaus(sk) ObjektID: 207-1110/0                                          | Kapitulská ul.27 Standort KG: Trnava Konskr.Nr.: 469           | radový;                                               | Reihenhaus                                                                                     | č. NKP: 207-1110/0 Stand des NKP: 2012-02-08 Name: DOM MEŠTIANSKY            |
| BW   | Datei hochladen | Bürgerhaus(sk) ObjektID: 207-10204/0                                         | Kapitulská ul.28 Standort KG: Trnava Konskr.Nr.: 470           | nárožný;                                              | Eckhaus                                                                                        | č. NKP: 207-10204/0 Stand des NKP: 2012-02-08 Name: DOM MEŠTIANSKY           |
| ja   | Datei hochladen | Verwaltungsgebäude(sk) ObjektID: 207-11424/0                                 | Kollárova ul.10 Standort KG: Trnava Konskr.Nr.: 545            | nárožná;Okresná nemocenská poisťovňa                  | Eckhaus, Bezirksgesundheits Versicherungsgesellschaft                                          | č. NKP: 207-11424/0 Stand des NKP: 2012-02-08 Name: BUDOVA ADMINISTRATÍVNA   |
| ja   | Datei hochladen | Klarissenkloster(sk) ObjektID: 207-1128/1                                    | Múzejné nám.3 Standort KG: Trnava Konskr.Nr.: 425              | klariský                                              |                                                                                                | č. NKP: 207-1128/1 Stand des NKP: 2012-02-08 Name: KLÁŠTOR KLARISIEK         |
| ja   | Datei hochladen | Kirche(sk) ObjektID: 207-1128/2                                              | Múzejné nám.3 Standort KG: Trnava Konskr.Nr.: 425              | r.k.Nanebovzatia P.M.;klariský                        | römisch-katholische Kirche Mariä Himmelfahrt                                                   | č. NKP: 207-1128/2 Stand des NKP: 2012-02-08 Name: KOSTOL                    |
| ja   | Datei hochladen | Kirche(sk) ObjektID: 207-1133/0                                              | Paulínska ul.14 Standort KG: Trnava Konskr.Nr.: 507            | r.k.sv.Jozefa;                                        | römisch-katholische Kirche St. Joseph                                                          | č. NKP: 207-1133/0 Stand des NKP: 2012-02-08 Name: KOSTOL                    |
| ja   | Datei hochladen | Wasserturm(sk) ObjektID: 207-11101/0                                         | Piešťanská cesta5 Standort KG: Trnava Konskr.Nr.: 1845         |                                                       |                                                                                                | č. NKP: 207-11101/0 Stand des NKP: 2012-02-08 Name: VODOJEM                  |
| ja   | Datei hochladen | Kreuz mit Korpus(sk) ObjektID: 207-1139/1                                    | Pri kalvárii ul. Standort KG: Trnava Konskr.Nr.:               | Ukrižovaný Kristus;socha Krista na kríži              | der Gekreuzigte                                                                                | č. NKP: 207-1139/1 Stand des NKP: 2012-02-08 Name: KRÍŽ S KORPUSOM I.        |
| ja   | Datei hochladen | Plastik(sk) ObjektID: 207-1139/2                                             | Pri kalvárii ul. Standort KG: Trnava Konskr.Nr.:               | sv.Ján Evanjelista;                                   | St. Johannes der Evangelist                                                                    | č. NKP: 207-1139/2 Stand des NKP: 2012-02-08 Name: PLASTIKA                  |
| ja   | Datei hochladen | Plastik(sk) ObjektID: 207-1139/3                                             | Pri kalvárii ul. Standort KG: Trnava Konskr.Nr.:               | Panna Mária;                                          | Jungfrau Maria                                                                                 | č. NKP: 207-1139/3 Stand des NKP: 2012-02-08 Name: PLASTIKA                  |
| ja   | Datei hochladen | Kreuz mit Korpus(sk) ObjektID: 207-1139/4                                    | Pri kalvárii ul. Standort KG: Trnava Konskr.Nr.:               | lotor ľavý;kríž so sochou lotra-ľavý                  | Dieb links                                                                                     | č. NKP: 207-1139/4 Stand des NKP: 2012-02-08 Name: KRÍŽ S KORPUSOM III.      |
| ja   | Datei hochladen | Kreuz mit Korpus(sk) ObjektID: 207-1139/5                                    | Pri kalvárii ul. Standort KG: Trnava Konskr.Nr.:               | lotor pravý;kríž so sochou lotra-pravý                | Dieb rechts                                                                                    | č. NKP: 207-1139/5 Stand des NKP: 2012-02-08 Name: KRÍŽ S KORPUSOM II.       |
| ja   | Datei hochladen | Verwaltungsgebäude(sk) ObjektID: 207-10194/0                                 | Radlinského ul.1 Standort KG: Trnava Konskr.Nr.: 46            | radový;                                               | Reihenhaus                                                                                     | č. NKP: 207-10194/0 Stand des NKP: 2012-02-08 Name: BUDOVA ADMINISTRATÍVNA   |
| ja   | Datei hochladen | Bürgerhaus(sk) ObjektID: 207-10195/0                                         | Radlinského ul.2 Standort KG: Trnava Konskr.Nr.: 47            | radový;                                               | Reihenhaus                                                                                     | č. NKP: 207-10195/0 Stand des NKP: 2012-02-08 Name: DOM MEŠTIANSKY           |
| ja   | Datei hochladen | Bürgerhaus(sk) ObjektID: 207-10196/0                                         | Radlinského ul.3 Standort KG: Trnava Konskr.Nr.: 48            |                                                       |                                                                                                | č. NKP: 207-10196/0 Stand des NKP: 2012-02-08 Name: DOM MEŠTIANSKY           |
| BW   | Datei hochladen | Bürgerhaus(sk) ObjektID: 207-1105/0                                          | Radlinského ul.10 Standort KG: Trnava Konskr.Nr.: 55           | nárožný;U Čierneho orla                               | Eckhaus, Der schwarze Adler                                                                    | č. NKP: 207-1105/0 Stand des NKP: 2012-02-08 Name: DOM MEŠTIANSKY            |
| ja   | Datei hochladen | Kirche(sk) ObjektID: 207-11205/0                                             | SNP nám.6 Standort KG: Trnava Konskr.Nr.: 274                  | ev.a.v.;                                              | evangelische Kirche                                                                            | č. NKP: 207-11205/0 Stand des NKP: 2012-02-08 Name: KOSTOL                   |
| BW   | Datei hochladen | Mühle(sk) ObjektID: 207-11102/0                                              | Suchovská cesta10 Standort KG: Trnava Konskr.Nr.: 3189         | plnoautomatizovaný;                                   | Voll automatisierte Mühle                                                                      | č. NKP: 207-11102/0 Stand des NKP: 2012-02-08 Name: MLYN PLNOAUTOMATIZOVANÝ  |
| ja   | Datei hochladen | Figurengruppe(sk) ObjektID: 207-1137/1                                       | Sv.Mikuláša nám. KG: Trnava Konskr.Nr.:                        | kameň;stĺp sv.Jozefa                                  | Steinsäule St. Joseph                                                                          | č. NKP: 207-1137/1 Stand des NKP: 2012-02-08 Name: ARCHITEKTÚRA SÚSOŠIA      |
|      | Datei hochladen | Sockel(sk) ObjektID: 207-1137/2                                              | Sv.Mikuláša nám. KG: Trnava Konskr.Nr.:                        | dvojstupňový;podstavec s reliéfmi a sochami           | Zwei-Stufensockel mit Reliefs und Statuen                                                      | č. NKP: 207-1137/2 Stand des NKP: 2012-02-08 Name: PODSTAVEC                 |
|      | Datei hochladen | Statue(sk) ObjektID: 207-1137/3                                              | Sv.Mikuláša nám. KG: Trnava Konskr.Nr.:                        | sv.Jozef s dieťaťom;socha sv.Jozefa s Ježiškom        | St. Joseph mit Kind                                                                            | č. NKP: 207-1137/3 Stand des NKP: 2012-02-08 Name: SOCHA                     |
| ja   | Datei hochladen | Statue(sk) ObjektID: 207-1137/4                                              | Sv.Mikuláša nám. KG: Trnava Konskr.Nr.:                        | sv.Mikuláš;socha sv.Mikuláša                          | St. Nikolaus                                                                                   | č. NKP: 207-1137/4 Stand des NKP: 2012-02-08 Name: SOCHA                     |
|      | Datei hochladen | Statue(sk) ObjektID: 207-1137/5                                              | Sv.Mikuláša nám. KG: Trnava Konskr.Nr.:                        | sv.Katarína Alexandrijská;socha sv.Kataríny Alexandr. | St. Katharina von Alexandrien                                                                  | č. NKP: 207-1137/5 Stand des NKP: 2012-02-08 Name: SOCHA                     |
|      | Datei hochladen | Statue(sk) ObjektID: 207-1137/6                                              | Sv.Mikuláša nám. KG: Trnava Konskr.Nr.:                        | sv.Karol Boromejský;socha sv.Karla Boromejského       | St. Karl Borromäus                                                                             | č. NKP: 207-1137/6 Stand des NKP: 2012-02-08 Name: SOCHA                     |
|      | Datei hochladen | Statue(sk) ObjektID: 207-1137/7                                              | Sv.Mikuláša nám. KG: Trnava Konskr.Nr.:                        | anjelik 1;socha anjelika                              | Engel 1                                                                                        | č. NKP: 207-1137/7 Stand des NKP: 2012-02-08 Name: SOCHA                     |
|      | Datei hochladen | Kopie einer Statue(sk) ObjektID: 207-1137/8                                  | Sv.Mikuláša nám. KG: Trnava Konskr.Nr.:                        | anjelik 2;socha anjelika                              | Engel 2                                                                                        | č. NKP: 207-1137/8 Stand des NKP: 2012-02-08 Name: SOCHA-KÓPIA               |
|      | Datei hochladen | Kopie einer Statue(sk) ObjektID: 207-1137/9                                  | Sv.Mikuláša nám. KG: Trnava Konskr.Nr.:                        | anjelik 3;socha anjelika                              | Engel 3                                                                                        | č. NKP: 207-1137/9 Stand des NKP: 2012-02-08 Name: SOCHA-KÓPIA               |
|      | Datei hochladen | Relief(sk) ObjektID: 207-1137/10                                             | Sv.Mikuláša nám. KG: Trnava Konskr.Nr.:                        | sv.Rozália;reliéf sv.Rozálie                          | St. Rosalia                                                                                    | č. NKP: 207-1137/10 Stand des NKP: 2012-02-08 Name: RELIÉF                   |
|      | Datei hochladen | Relief(sk) ObjektID: 207-1137/11                                             | Sv.Mikuláša nám. KG: Trnava Konskr.Nr.:                        | sv.Rochus;reliéf sv.Rochusa                           | St. Rochus                                                                                     | č. NKP: 207-1137/11 Stand des NKP: 2012-02-08 Name: RELIÉF                   |
|      | Datei hochladen | Relief(sk) ObjektID: 207-1137/12                                             | Sv.Mikuláša nám. KG: Trnava Konskr.Nr.:                        | sv.Sebastián;reliéf sv.Sebastiána                     | St. Sebastian                                                                                  | č. NKP: 207-1137/12 Stand des NKP: 2012-02-08 Name: RELIÉF                   |
|      | Datei hochladen | Befestigung (Kopie)(sk) ObjektID: 207-1137/13                                | Sv.Mikuláša nám. KG: Trnava Konskr.Nr.:                        | stĺpikové;                                            |                                                                                                | č. NKP: 207-1137/13 Stand des NKP: 2012-02-08 Name: OHRADENIE-KÓPIA          |
| ja   | Datei hochladen | Kirche(sk) Nikolaus-Dom ObjektID: 207-1125/1                                 | Sv.Mikuláša nám.1 Standort KG: Trnava Konskr.Nr.: 385          | r.k.sv.Mikuláša;bazilika minor,farský kostol          | römisch-katholische Pfarrkirche St. Nikolaus, Basilika minor                                   | č. NKP: 207-1125/1 Stand des NKP: 2012-02-08 Name: KOSTOL                    |
| BW   | Datei hochladen | Karner(sk) ObjektID: 207-1125/2                                              | Sv.Mikuláša nám.1 Standort KG: Trnava Konskr.Nr.: 385          | skúmaný;románske osárium-základy                      | romanisches Beinhaus                                                                           | č. NKP: 207-1125/2 Stand des NKP: 2012-02-08 Name: KARNER ZÁKLADY            |
| BW   | Datei hochladen | Gründungskirche(sk) ObjektID: 207-1125/3                                     | Sv.Mikuláša nám.1 Standort KG: Trnava Konskr.Nr.: 385          | r.k.sv.Michala;slovenský kostol                       | römisch-katholische Kirche St. Michael, slowakische Kirche                                     | č. NKP: 207-1125/3 Stand des NKP: 2012-02-08 Name: KOSTOL ZÁKLADY            |
| ja   | Datei hochladen | Friedhof um die Kirche(sk) ObjektID: 207-1125/4                              | Sv.Mikuláša nám.1 KG: Trnava Konskr.Nr.: 385                   | skúmaný čiastočne;                                    | zum Teil untersucht                                                                            | č. NKP: 207-1125/4 Stand des NKP: 2012-02-08 Name: CINTORÍN PRÍKOSTOLNÝ      |
| BW   | Datei hochladen | Bischofspalast(sk) ObjektID: 207-1120/0                                      | Sv.Mikuláša nám.3 Standort KG: Trnava Konskr.Nr.: 387          | Býv.arcibiskupský palác                               | ehem. Bischofssitz                                                                             | č. NKP: 207-1120/0 Stand des NKP: 2012-02-08 Name: PALÁC BISKUPSKÝ           |
| ja   | Datei hochladen | Bürgerhaus(sk) ObjektID: 207-10205/0                                         | Sv.Mikuláša nám.4 Standort KG: Trnava Konskr.Nr.: 5875         | nárožný;                                              | Eckhaus                                                                                        | č. NKP: 207-10205/0 Stand des NKP: 2012-02-08 Name: DOM MEŠTIANSKY           |
| ja   | Datei hochladen | Bürgerhaus zum Gedenken(sk) ObjektID: 207-10814/0                            | Sv.Mikuláša nám.5 Standort KG: Trnava Konskr.Nr.: 392          | Haulik Juraj;1788-1869,cirkev.hod                     | an Juraj Haulik von Váralya, erster Erzbischof von Zagreb und Kardinal der katholischen Kirche | č. NKP: 207-10814/0 Stand des NKP: 2012-02-08 Name: DOM MEŠTIANSKY PAMÄTNÝ   |
| ja   | Datei hochladen | Bürgerhaus(sk) ObjektID: 207-1109/0                                          | Sv.Mikuláša nám.6 Standort KG: Trnava Konskr.Nr.:              | radový;Kanonické domy                                 | Reihenhaus, Kanonische Häuser                                                                  | č. NKP: 207-1109/0 Stand des NKP: 2012-02-08 Name: DOM MEŠTIANSKY            |
|      | Datei hochladen | Bürgerhaus(sk) ObjektID: 207-1108/0                                          | Sv.Mikuláša nám.9 KG: Trnava Konskr.Nr.: 393                   | nárožný;                                              | Eckhaus                                                                                        | č. NKP: 207-1108/0 Stand des NKP: 2012-02-08 Name: DOM MEŠTIANSKY            |
|      | Datei hochladen | Seminar(sk) ObjektID: 207-1043/15                                            | Sv.Mikuláša nám.10 KG: Trnava Konskr.Nr.: 394,784              | r.k.,Olláhov;Oláhov seminár                           | römisch-katholisches Seminar Oláhov                                                            | č. NKP: 207-1043/15 Stand des NKP: 2012-02-08 Name: SEMINÁR                  |
| BW   | Datei hochladen | Bürgerhaus(sk) ObjektID: 207-10206/0                                         | Sv.Mikuláša nám.12 Standort KG: Trnava Konskr.Nr.: 396         | solitér;                                              |                                                                                                | č. NKP: 207-10206/0 Stand des NKP: 2012-02-08 Name: DOM MEŠTIANSKY           |
| BW   | Datei hochladen | Zuckerfabrik(sk) ObjektID: 207-11482/1                                       | Šrobárova ul.5 Standort KG: Trnava Konskr.Nr.: 665             | solitér;výrobná hala                                  | Produktionshalle                                                                               | č. NKP: 207-11482/1 Stand des NKP: 2012-02-08 Name: CUKROVAR                 |
| BW   | Datei hochladen | Zuckerlager 1(sk) ObjektID: 207-11482/2                                      | Šrobárova ul.5 Standort KG: Trnava Konskr.Nr.: 665             | solitér;starý cukorný sklad,admin.bud.                | altes Zuckerlager, Verwaltungsgebäude                                                          | č. NKP: 207-11482/2 Stand des NKP: 2012-02-08 Name: SKLAD CUKRU I.           |
| BW   | Datei hochladen | Verwaltungsgebäude(sk) ObjektID: 207-11482/3                                 | Šrobárova ul.5 Standort KG: Trnava Konskr.Nr.: 665             | solitér;                                              |                                                                                                | č. NKP: 207-11482/3 Stand des NKP: 2012-02-08 Name: BUDOVA ADMINISTRATÍVNA   |
| BW   | Datei hochladen | Zuckerlager 2(sk) ObjektID: 207-11482/4                                      | Šrobárova ul.5 Standort KG: Trnava Konskr.Nr.: 665             | solitér;nový cukorný sklad                            | neues Zuckerlager                                                                              | č. NKP: 207-11482/4 Stand des NKP: 2012-02-08 Name: SKLAD CUKRU II.          |
| ja   | Datei hochladen | Stadtturm(sk) ObjektID: 207-1058/0                                           | Štefánikova ul.1 Standort KG: Trnava Konskr.Nr.: 91            |                                                       |                                                                                                | č. NKP: 207-1058/0 Stand des NKP: 2012-02-08 Name: VEŽA MESTSKÁ              |
| BW   | Datei hochladen | Bürgerhaus(sk) ObjektID: 207-1098/0                                          | Štefánikova ul.3 Standort KG: Trnava Konskr.Nr.: 93            | radový;                                               | Reihenhaus                                                                                     | č. NKP: 207-1098/0 Stand des NKP: 2012-02-08 Name: DOM MEŠTIANSKY            |
| BW   | Datei hochladen | Bürgerhaus(sk) ObjektID: 207-1099/0                                          | Štefánikova ul.4 Standort KG: Trnava Konskr.Nr.: 94            | radový;                                               | Reihenhaus                                                                                     | č. NKP: 207-1099/0 Stand des NKP: 2012-02-08 Name: DOM MEŠTIANSKY            |
| BW   | Datei hochladen | Bürgerhaus(sk) ObjektID: 207-1097/0                                          | Štefánikova ul.5 Standort KG: Trnava Konskr.Nr.: 95            |                                                       |                                                                                                | č. NKP: 207-1097/0 Stand des NKP: 2012-02-08 Name: DOM MEŠTIANSKY            |
| BW   | Datei hochladen | Bürgerhaus(sk) ObjektID: 207-10184/0                                         | Štefánikova ul.6 Standort KG: Trnava Konskr.Nr.: 96            | radový;                                               | Reihenhaus                                                                                     | č. NKP: 207-10184/0 Stand des NKP: 2012-02-08 Name: DOM MEŠTIANSKY           |
| BW   | Datei hochladen | Bürgerhaus(sk) ObjektID: 207-10185/0                                         | Štefánikova ul.7 Standort KG: Trnava Konskr.Nr.: 97            | radový;                                               | Reihenhaus                                                                                     | č. NKP: 207-10185/0 Stand des NKP: 2012-02-08 Name: DOM MEŠTIANSKY           |
| BW   | Datei hochladen | Bürgerhaus(sk) ObjektID: 207-10186/0                                         | Štefánikova ul.8 Standort KG: Trnava Konskr.Nr.: 98            | radový;                                               | Reihenhaus                                                                                     | č. NKP: 207-10186/0 Stand des NKP: 2012-02-08 Name: DOM MEŠTIANSKY           |
| BW   | Datei hochladen | Bürgerhaus(sk) ObjektID: 207-1100/0                                          | Štefánikova ul.10 Standort KG: Trnava Konskr.Nr.:              | radový;                                               | Reihenhaus                                                                                     | č. NKP: 207-1100/0 Stand des NKP: 2012-02-08 Name: DOM MEŠTIANSKY            |
| BW   | Datei hochladen | Bürgerhaus(sk) ObjektID: 207-10803/0                                         | Štefánikova ul.16 Standort KG: Trnava Konskr.Nr.:              | radový;                                               | Reihenhaus                                                                                     | č. NKP: 207-10803/0 Stand des NKP: 2012-02-08 Name: DOM MEŠTIANSKY           |
| BW   | Datei hochladen | Bürgerhaus(sk) ObjektID: 207-11287/0                                         | Štefánikova ul.26 Standort KG: Trnava Konskr.Nr.: 116          | prejazdový,nárožný;                                   | Eckhaus, Passage                                                                               | č. NKP: 207-11287/0 Stand des NKP: 2012-02-08 Name: DOM MEŠTIANSKY           |
| ja   | Datei hochladen | Bürgerhaus(sk) ObjektID: 207-1101/0                                          | Štefánikova ul.29 Standort KG: Trnava Konskr.Nr.: 119          | radový;                                               | Reihenhaus                                                                                     | č. NKP: 207-1101/0 Stand des NKP: 2012-02-08 Name: DOM MEŠTIANSKY            |
| BW   | Datei hochladen | Bürgerhaus(sk) ObjektID: 207-10681/0                                         | Štefánikova ul.32 Standort KG: Trnava Konskr.Nr.: 122          | radový;                                               | Reihenhaus                                                                                     | č. NKP: 207-10681/0 Stand des NKP: 2012-02-08 Name: DOM MEŠTIANSKY           |
| BW   | Datei hochladen | Bürgerhaus(sk) ObjektID: 207-1102/0                                          | Štefánikova ul.37 Standort KG: Trnava Konskr.Nr.: 127          | radový;                                               | Reihenhaus                                                                                     | č. NKP: 207-1102/0 Stand des NKP: 2012-02-08 Name: DOM MEŠTIANSKY            |
| BW   | Datei hochladen | Bürgerhaus(sk) ObjektID: 207-1103/0                                          | Štefánikova ul.38 Standort KG: Trnava Konskr.Nr.: 128          | radový;                                               | Reihenhaus                                                                                     | č. NKP: 207-1103/0 Stand des NKP: 2012-02-08 Name: DOM MEŠTIANSKY            |
| BW   | Datei hochladen | Bürgerhaus(sk) ObjektID: 207-1104/0                                          | Štefánikova ul.39 Standort KG: Trnava Konskr.Nr.: 129          | radový;                                               | Reihenhaus                                                                                     | č. NKP: 207-1104/0 Stand des NKP: 2012-02-08 Name: DOM MEŠTIANSKY            |
| BW   | Datei hochladen | Bürgerhaus(sk) ObjektID: 207-10187/0                                         | Štefánikova ul.41 Standort KG: Trnava Konskr.Nr.: 131          | radový;                                               | Reihenhaus                                                                                     | č. NKP: 207-10187/0 Stand des NKP: 2012-02-08 Name: DOM MEŠTIANSKY           |
| BW   | Datei hochladen | Bürgerhaus(sk) ObjektID: 207-10188/0                                         | Štefánikova ul.42 Standort KG: Trnava Konskr.Nr.: 132          | radový;                                               | Reihenhaus                                                                                     | č. NKP: 207-10188/0 Stand des NKP: 2012-02-08 Name: DOM MEŠTIANSKY           |
| BW   | Datei hochladen | Bürgerhaus(sk) ObjektID: 207-10189/0                                         | Štefánikova ul.43 Standort KG: Trnava Konskr.Nr.: 133          | radový;                                               | Reihenhaus                                                                                     | č. NKP: 207-10189/0 Stand des NKP: 2012-02-08 Name: DOM MEŠTIANSKY           |
| BW   | Datei hochladen | Bürgerhaus(sk) ObjektID: 207-10190/0                                         | Štefánikova ul.44 Standort KG: Trnava Konskr.Nr.: 134          | radový;                                               | Reihenhaus                                                                                     | č. NKP: 207-10190/0 Stand des NKP: 2012-02-08 Name: DOM MEŠTIANSKY           |
| ja   | Datei hochladen | Trinitarierkloster(sk) ObjektID: 207-1126/1                                  | Štefánikova ul.46 Standort KG: Trnava Konskr.Nr.: 136          | trinitársky                                           | Trinitarier                                                                                    | č. NKP: 207-1126/1 Stand des NKP: 2012-02-08 Name: KLÁŠTOR TRINITÁROV        |
| ja   | Datei hochladen | Kirche(sk) ObjektID: 207-1126/2                                              | Štefánikova ul.45 Standort KG: Trnava Konskr.Nr.: 135          | r.k.sv.Trojice;trinitársky                            | römisch-katholische Kirche heilige Dreifaltigkeit                                              | č. NKP: 207-1126/2 Stand des NKP: 2012-02-08 Name: KOSTOL                    |
| BW   | Datei hochladen | Bürgerhaus(sk) ObjektID: 207-10191/0                                         | Štefánikova ul.47 Standort KG: Trnava Konskr.Nr.: 137          | radový;                                               | Reihenhaus                                                                                     | č. NKP: 207-10191/0 Stand des NKP: 2012-02-08 Name: DOM MEŠTIANSKY           |
| BW   | Datei hochladen | Bürgerhaus(sk) ObjektID: 207-10192/0                                         | Trnavského M.Sch. ul.1 Standort KG: Trnava Konskr.Nr.: 397     | radový;                                               | Reihenhaus                                                                                     | č. NKP: 207-10192/0 Stand des NKP: 2012-02-08 Name: DOM MEŠTIANSKY           |
| ja   | Datei hochladen | Stadtpalais(sk) ObjektID: 207-1107/0                                         | Trnavského M.Sch. ul.2 Standort KG: Trnava Konskr.Nr.: 398     |                                                       |                                                                                                | č. NKP: 207-1107/0 Stand des NKP: 2012-02-08 Name: PALÁC MESTSKÝ             |
| ja   | Datei hochladen | Pfarrhof(sk) ObjektID: 207-1106/0                                            | Trnavského M.Sch. ul.3 Standort KG: Trnava Konskr.Nr.: 399     | r.k.;                                                 | römisch-katholische Pfarrei                                                                    | č. NKP: 207-1106/0 Stand des NKP: 2012-02-08 Name: FARA                      |
| BW   | Datei hochladen | Bürgerhaus zum Gedenken(sk) ObjektID: 207-1052/1                             | Trnavského M.Sch. ul.5 Standort KG: Trnava Konskr.Nr.:         | Schneider-Trnavský M.;1881-1958,skladateľ             | an Mikuláš Schneider-Trnavský, Komponist, Dirigent                                             | č. NKP: 207-1052/1 Stand des NKP: 2012-02-08 Name: DOM MEŠTIANSKY PAMÄTNÝ    |
| ja   | Datei hochladen | Gedenktafel mit Relief(sk) ObjektID: 207-1052/2                              | Trnavského M.Sch. ul.5 Standort KG: Trnava Konskr.Nr.: 401,399 | Schneider-Trnavský M.;1881-1958,skladateľ             | für den Komponisten Mikuláš Schneider-Trnavský                                                 | č. NKP: 207-1052/2 Stand des NKP: 2012-02-08 Name: TABUĽA PAMÄTNÁ S RELIÉFOM |
| BW   | Datei hochladen | Bürgerhaus(sk) ObjektID: 207-10193/0                                         | Trnavského M.Sch. ul.6 Standort KG: Trnava Konskr.Nr.:         | radový;                                               | Reihenhaus                                                                                     | č. NKP: 207-10193/0 Stand des NKP: 2012-02-08 Name: DOM MEŠTIANSKY           |
| ja   | Datei hochladen | Säule(sk) ObjektID: 207-10492/1                                              | Trojičné nám. Standort KG: Trnava Konskr.Nr.:                  | valcový;                                              | zylindrisch                                                                                    | č. NKP: 207-10492/1 Stand des NKP: 2012-02-08 Name: STĹP                     |
| ja   | Datei hochladen | Sockel(sk) ObjektID: 207-10492/2                                             | Trojičné nám. Standort KG: Trnava Konskr.Nr.:                  | dvojstupňový;podstavec so sochami a kartuš.           | zweistufig, Statuen und Kartuschen                                                             | č. NKP: 207-10492/2 Stand des NKP: 2012-02-08 Name: PODSTAVEC                |
| ja   | Datei hochladen | Statuengruppe(sk) ObjektID: 207-10492/3                                      | Trojičné nám. Standort KG: Trnava Konskr.Nr.:                  | sv.Trojica;súsošie sv.Trojice                         | heilige Dreifaltigkeit                                                                         | č. NKP: 207-10492/3 Stand des NKP: 2012-02-08 Name: SÚSOŠIE                  |
| ja   | Datei hochladen | Statue(sk) ObjektID: 207-10492/4                                             | Trojičné nám. Standort KG: Trnava Konskr.Nr.:                  | sv.Rozália;socha sv.Rozálie                           | St. Rosalia                                                                                    | č. NKP: 207-10492/4 Stand des NKP: 2012-02-08 Name: SOCHA                    |
| ja   | Datei hochladen | Statue(sk) ObjektID: 207-10492/5                                             | Trojičné nám. Standort KG: Trnava Konskr.Nr.:                  | sv.Agáta;socha sv.Agáty                               | St. Agatha                                                                                     | č. NKP: 207-10492/5 Stand des NKP: 2012-02-08 Name: SOCHA                    |
| ja   | Datei hochladen | Statue(sk) ObjektID: 207-10492/6                                             | Trojičné nám. Standort KG: Trnava Konskr.Nr.:                  | sv.Anton Paduánsky;socha sv.Antona Paduánskeho        | St. Antonius von Padua                                                                         | č. NKP: 207-10492/6 Stand des NKP: 2012-02-08 Name: SOCHA                    |
| ja   | Datei hochladen | Statue(sk) ObjektID: 207-10492/7                                             | Trojičné nám. Standort KG: Trnava Konskr.Nr.:                  | sv.František Xaverský;socha sv.Františka Xaverského   | St. Francis Xavier                                                                             | č. NKP: 207-10492/7 Stand des NKP: 2012-02-08 Name: SOCHA                    |
| ja   | Datei hochladen | Statue(sk) ObjektID: 207-10492/8                                             | Trojičné nám. Standort KG: Trnava Konskr.Nr.:                  | sv.Florián;socha sv.Floriána                          | St. Florian                                                                                    | č. NKP: 207-10492/8 Stand des NKP: 2012-02-08 Name: SOCHA                    |
| ja   | Datei hochladen | Statue (Kopie)(sk) ObjektID: 207-10492/9                                     | Trojičné nám. Standort KG: Trnava Konskr.Nr.:                  | anjel I.;socha anjela                                 | 1. Engel                                                                                       | č. NKP: 207-10492/9 Stand des NKP: 2012-02-08 Name: SOCHA-KÓPIA              |
| ja   | Datei hochladen | Statue (Kopie)(sk) ObjektID: 207-10492/10                                    | Trojičné nám. Standort KG: Trnava Konskr.Nr.:                  | anjel II.;socha anjela                                | 2. Engel                                                                                       | č. NKP: 207-10492/10 Stand des NKP: 2012-02-08 Name: SOCHA-KÓPIA             |
| ja   | Datei hochladen | Statue (Kopie)(sk) ObjektID: 207-10492/11                                    | Trojičné nám. Standort KG: Trnava Konskr.Nr.:                  | anjel III.;socha anjela                               | 3. Engel                                                                                       | č. NKP: 207-10492/11 Stand des NKP: 2012-02-08 Name: SOCHA-KÓPIA             |
| ja   | Datei hochladen | Statue (Kopie)(sk) ObjektID: 207-10492/12                                    | Trojičné nám. Standort KG: Trnava Konskr.Nr.:                  | anjel IV.;socha anjela                                | 4. Engel                                                                                       | č. NKP: 207-10492/12 Stand des NKP: 2012-02-08 Name: SOCHA-KÓPIA             |
| ja   | Datei hochladen | Kartusche 1(sk) ObjektID: 207-10492/13                                       | Trojičné nám. Standort KG: Trnava Konskr.Nr.:                  | znak mesta Trnava;                                    | Der Geist der Stadt Tyrnau                                                                     | č. NKP: 207-10492/13 Stand des NKP: 2012-02-08 Name: KARTUŠA I.              |
| ja   | Datei hochladen | Kartusche 2(sk) ObjektID: 207-10492/14                                       | Trojičné nám. Standort KG: Trnava Konskr.Nr.:                  | znak Uhorska;                                         | Der Geist Ungarns                                                                              | č. NKP: 207-10492/14 Stand des NKP: 2012-02-08 Name: KARTUŠA II.             |
| ja   | Datei hochladen | Kartusche 3(sk) ObjektID: 207-10492/15                                       | Trojičné nám. Standort KG: Trnava Konskr.Nr.:                  | Panna Mária-Immaculata;                               | Unbefleckte Jungfrau Maria                                                                     | č. NKP: 207-10492/15 Stand des NKP: 2012-02-08 Name: KARTUŠA III.            |
| ja   | Datei hochladen | Kartusche 4(sk) ObjektID: 207-10492/16                                       | Trojičné nám. Standort KG: Trnava Konskr.Nr.:                  | erb Juraja Sečéniho;                                  | Georgs Wappen des ?Winterlagers                                                                | č. NKP: 207-10492/16 Stand des NKP: 2012-02-08 Name: KARTUŠA IV.             |
| ja   | Datei hochladen | Befestigung (Kopie)(sk) ObjektID: 207-10492/17                               | Trojičné nám. Standort KG: Trnava Konskr.Nr.:                  | stĺpikové;                                            |                                                                                                | č. NKP: 207-10492/17 Stand des NKP: 2012-02-08 Name: OHRADENIE-KÓPIA         |
| ja   | Datei hochladen | Theater(sk) ObjektID: 207-1066/0                                             | Trojičné nám.2 Standort KG: Trnava Konskr.Nr.: 139             | Divadlo Jána Palárika                                 | Theater Jan Palárik                                                                            | č. NKP: 207-1066/0 Stand des NKP: 2012-02-08 Name: DIVADLO                   |
| BW   | Datei hochladen | Bürgerhaus(sk) ObjektID: 207-11417/0                                         | Trojičné nám.3 Standort KG: Trnava Konskr.Nr.: 92              | PRIECHODOVÝ,RADOVÝ;                                   | Reihenhaus, Passage                                                                            | č. NKP: 207-11417/0 Stand des NKP: 2012-02-08 Name: DOM MEŠTIANSKY           |
| BW   | Datei hochladen | Bürgerhaus(sk) ObjektID: 207-10178/0                                         | Trojičné nám.4 Standort KG: Trnava Konskr.Nr.: 142             | radový;                                               | Reihenhaus                                                                                     | č. NKP: 207-10178/0 Stand des NKP: 2012-02-08 Name: DOM MEŠTIANSKY           |
| BW   | Datei hochladen | Bürgerhaus(sk) ObjektID: 207-10179/0                                         | Trojičné nám.5 Standort KG: Trnava Konskr.Nr.: 143             | prejazdový,radový;                                    | Reihenhaus, Passage                                                                            | č. NKP: 207-10179/0 Stand des NKP: 2012-02-08 Name: DOM MEŠTIANSKY           |
| BW   | Datei hochladen | Bürgerhaus(sk) ObjektID: 207-1080/0                                          | Trojičné nám.6 Standort KG: Trnava Konskr.Nr.: 144             | radový;                                               | Reihenhaus                                                                                     | č. NKP: 207-1080/0 Stand des NKP: 2012-02-08 Name: DOM MEŠTIANSKY            |
| BW   | Datei hochladen | Bürgerhaus(sk) ObjektID: 207-2356/0                                          | Trojičné nám.11 Standort KG: Trnava Konskr.Nr.: 147            |                                                       |                                                                                                | č. NKP: 207-2356/0 Stand des NKP: 2012-02-08 Name: DOM MEŠTIANSKY            |
| ja   | Datei hochladen | Kirche(sk) Kathedrale des heiligen Johannes des Täufers ObjektID: 207-1043/1 | Univerzitné nám.3 Standort KG: Trnava Konskr.Nr.:              | r.k.sv.Jána Krstiteľa;katedrála,univerzitný,jezuitsk  | römisch-katholische Kirche St. Johannes der Täufer-Kathedrale, Universität, Jesuiten           | č. NKP: 207-1043/1 Stand des NKP: 2012-02-08 Name: KOSTOL                    |
| ja   | Datei hochladen | Philosophische Fakultät(sk) ObjektID: 207-1043/2                             | Univerzitné nám.2 Standort KG: Trnava Konskr.Nr.: 601          | teologicko-filozofická f.;Filozofická fakulta         | theologische und philosophische Fakultät                                                       | č. NKP: 207-1043/2 Stand des NKP: 2012-02-08 Name: FAKULTA FILOZOFICKÁ       |
| BW   | Datei hochladen | Innenhof(sk) ObjektID: 207-1043/3                                            | Univerzitné nám.2 Standort KG: Trnava Konskr.Nr.: 601          | teologicko-filozofická f.;Teolog.-fil.fakulta         | theologische und philosophische Fakultät                                                       | č. NKP: 207-1043/3 Stand des NKP: 2012-02-08 Name: NÁDVORIE                  |
|      | Datei hochladen | Medizinische Fakultät(sk) ObjektID: 207-1043/4                               | Univerzitné nám.1 KG: Trnava Konskr.Nr.:                       | akadémia;Akadémia                                     | Akademie                                                                                       | č. NKP: 207-1043/4 Stand des NKP: 2012-02-08 Name: FAKULTA LEKÁRSKA          |
| ja   | Datei hochladen | Gedenkstätte(sk) ObjektID: 207-1043/16                                       | Univerzitné nám.2 Standort KG: Trnava Konskr.Nr.:              | SNP;                                                  | für den Nationalaufstand                                                                       | č. NKP: 207-1043/16 Stand des NKP: 2012-02-08 Name: PAMÄTNIK                 |
| BW   | Datei hochladen | Gedenktafel(sk) ObjektID: 207-1043/17                                        | Univerzitné nám.2 Standort KG: Trnava Konskr.Nr.:              | univerzita;                                           | für die Universität                                                                            | č. NKP: 207-1043/17 Stand des NKP: 2012-02-08 Name: TABUĽA PAMÄTNÁ           |
| BW   | Datei hochladen | Lustschloss(sk) ObjektID: 207-10002/0                                        | Vansovej T. ul.3 Standort KG: Trnava Konskr.Nr.: 2913          | solitér;záhradný pavilón,letohrádok                   | Gartenpavillon                                                                                 | č. NKP: 207-10002/0 Stand des NKP: 2012-02-08 Name: LETOHRÁDOK               |

## Legende
Die Tabelle enthält im Einzelnen folgende Informationen:
| Foto:                    | Fotografie des Denkmals. |
| Denkmal / č. ÚZPF:       | Die Übersetzung der Bezeichnung des Denkmals, wie sie vom Slowakischen Denkmalamt (Pamiatkový úrad Slovenskej republiky) verwendet wird. Die Originalbezeichnung ist unter dem Fragezeichen angegeben. Fehlt die Übersetzung, so wird die Originalbezeichnung direkt angezeigt. Weiters ist die Objekt-Identifikationsnummer (Objekt ID) angeführt. Sie ist die offizielle, in der Slowakei eindeutige Nummer č. ÚZPF inklusive der zugehörigen Zählnummer, wie sie in den Daten des Denkmalamtes angegeben wird. Da diese nur innerhalb eines Landkreises gezählt wird, ist dessen Nummer der Denkmalnummer vorangestellt. |
| Standort:                | Wenn in der Liste vorhanden, ist die Adresse angegeben. In Klammern kann sich noch eine zusätzliche Adresse befinden, wenn es beispielsweise ein Eckhaus ist. Bei freistehenden Objekten ohne Adresse (zum Beispiel bei Bildstöcken) ist eine Adresse angegeben, die in der Nähe des Objekts liegt. Durch Aufruf des Links Standort wird die Lage des Denkmals in verschiedenen Kartenprojekten angezeigt. Darunter sind die Katastralgemeinde (KG) und, wenn vorhanden, die Konskriptionsnummer (Konskr. Nr.) angegeben.                                                                                                   |
| Offizielle Beschreibung: | Es ist die Kurzbeschreibung auf Slowakisch, wie sie in den offiziellen Listen angegeben ist, eingetragen. |
| Beschreibung:            | Kurze Angaben zum Denkmal auf Deutsch. |
| Metadaten:               | Zusätzlich werden, wenn in den persönlichen Einstellungen das Helferlein Dauerhaftes Einblenden von Metadaten aktiviert ist, ebensolche angezeigt. |

- Karte mit allen Koordinaten:
- OSM |
- WikiMap